# اوزیماندیاس (بریکینگ بد)
اوزیماندیاس (به انگلیسی: Ozymandias) چهاردهمین قسمت از فصل پنجم سریال درام-جنایی آمریکایی، بریکینگ بد، و به‌طور کلی شصتمین قسمت پخش شده از این مجموعه است. این قسمت در تاریخ پانزدهم سپتامبر سال ۲۰۱۳ در ایالات متحده و کانادا از شبکه کابلی ای‌ام‌سی به نمایش درآمد.

## خلاصه داستان
عمو جک و گروهش آسیبی ندیده اند در حالی که مامور گومز مرده است و هنک شریدر از ناحیه ران مورد اصابت گلوله قرار گرفته است. والتر وایت به جک التماس می کند که هنک را نکشد و در ازای جان هنک به جک 80 میلیون دلار پول نقد پیشنهاد می دهد. با این وجود، جک هنک را میکشد و افرادش هر هفت بشکه پول را در می آورند و یکی را برای والتر وایت می گذارند. به پیشنهاد تاد، آنها جسی پینکمن را به عنوان گروگان می گیرند تا از او اطلاعاتی در مورد اینکه چقدر به پلیس مبارزه با مواد مخدر آمریکا(DEA) گفته است،بگیرند. جسی پس از ضرب و شتم و شکنجه برای کسب اطلاعات، توسط تاد مجبور می شود به او کمک کند تا متافتامین آبی رنگ را بپزد. ماری به اسکایلر می‌گوید که هنک والت را دستگیر کرده است و اسکایلر موافقت می‌کند که حقیقت را به والت جونیور بگوید. وقتی به خانه بازمی‌گردند، متوجه می‌شوند که والت در حال بستن چمدان هایش است و اصرار می‌کند که خانواده فوراً بروند. اسکایلر که متوجه مرگ هنک شریدر می شود با چاقو به والتر وایت حمله می کند. والت جونیور در دعوای بعدی از مادرش دفاع می کند و با پلیس تماس می گیرد که همزمان والتر وایت همراه با دخترش هالی از خانه  فرار می کند. او پس از بر عهده گرفتن مسئولیت کامل تجارت مواد مخدر طی تماسی با اسکایلر که توسط پلیس شنود می شود، هالی را در ایستگاه آتش نشانی رها می کند و از طریق ارتباط با سائول گودمن هویت جدیدی به دست می آورد.

## نام گذاری عنوان
عنوان اپیزود به شعر "Ozymandias" نوشته پرسی بیش شلی اشاره دارد که میراث در حال فروپاشی یک پادشاه مغرور را بازگو می کند.